# Trichoscarta luteomaculata
Trichoscarta luteomaculata är en insektsart som beskrevs av Victor Lallemand 1922. Trichoscarta luteomaculata ingår i släktet Trichoscarta och familjen spottstritar. Inga underarter finns listade i Catalogue of Life.